# Ожика мелкоцветковая
Ожи́ка мелкоцветко́вая (лат. Luzula parviflora) — вид цветковых растений  рода Ожика (Luzula) семейства Ситниковые (Juncaceae).

## Распространение и экология
В природе ареал вида охватывает Скандинавию, северные районы Европейской части России, Сибирь, Монголию, Китай (Синьцзян-Уйгурский автономный район) и Северную Америку (Канада и северная часть США).
Произрастает на границе леса и тундры, а также в альпийском поясе.

## Ботаническое описание
Многолетнее, ярко-зелёное, не дернистое растение. Стебли сильные, кверху утончающиеся, в соцветие несколько поникающие, высотой 30—60 см, высоко олиственные, у основания одетые буроватыми, безлистными влагалищами.
Прикорневые листья ланцетно-линейные, плоские, длиной до б—10 мм, по краю почти голые, быстро заострённые; стеблевые — в числе 4—5, короче и уже, шириной до 5—6 мм, кверху уменьшающиеся.
Соцветие скученно или раскидисто-метельчатое, с тонкими поникающими веточками. Цветки длиной 2 мм, собраны по 1—2 (до 3) на концах веточек; прицветники яйцевидные, острые, слабо ресничатые. Листочки околоцветника равные, широко-ланцетные, острые, светло-каштановые и ржавчатые, к краям светлее. Тычинки длиной около 1 мм, пыльники почти равны нитям.
Плод — трёхгранная, яйцевидная коробочка длиной 3 мм, темно-бурая, с шипом. Семена продолговатые, длиной около 1—12 мм, ржаво-бурые.
Плодоношение в июне — июле.

## Значение и применение
Летом поедается северным оленем (Rangifer tarandus). 

## Таксономия
Вид Ожика мелкоцветковая входит в род Ожика (Luzula) семейства Ситниковые (Juncaceae) порядка Злакоцветные (Fagales).
|  |                                      |  |                                                             |                                                             |                      |  | ещё 15 семейств (согласно Системе APG II) | ещё 15 семейств (согласно Системе APG II) |                          |  |  |  | ещё около 140 видов |
|  |                                      |  |                                                             |                                                             |                      |  | ещё 15 семейств (согласно Системе APG II) | ещё 15 семейств (согласно Системе APG II) |                          |  |  |  | ещё около 140 видов |
|  |                                      |  |                                                             | порядок Злакоцветные                                        |                      |  |                                           |                                           | род Ожика                |  |  |  |                     |
|  |                                      |  |                                                             | порядок Злакоцветные                                        |                      |  |                                           |                                           | род Ожика                |  |  |  |                     |
|  | отдел Цветковые, или Покрытосеменные |  |                                                             |                                                             | семейство Ситниковые |  |                                           |                                           | вид Ожика мелкоцветковая |  |  |  |                     |
|  | отдел Цветковые, или Покрытосеменные |  |                                                             |                                                             | семейство Ситниковые |  |                                           |                                           |                          |  |  |  |                     |
|  |                                      |  | ещё 44 порядка цветковых растений (согласно Системе APG II) | ещё 44 порядка цветковых растений (согласно Системе APG II) |                      |  |                                           | ещё 6 родов                               | ещё 6 родов              |  |  |  |                     |
|  |                                      |  |                                                             | ещё 44 порядка цветковых растений (согласно Системе APG II) |                      |  |                                           |                                           | ещё 6 родов              |  |  |  |                     |